# رنا اوکوتسو
رنا اوکوتسو (انگلیسی: Rena Okutsu؛ زادهٔ ۱۲ مهٔ ۱۹۹۷) بازیکن فوتبال اهل ژاپن است.